# José E. Guanes
José Eliseo Guanes (El Angelito, departamento Laishí, Formosa, 19 de marzo de 1926 - 20 de julio de 2007) fue un ingeniero agrónomo, político y gobernador electo de la provincia de Formosa.

## Biografía
Sus padres fueron José Eliseo Guanes, nacido en 1889, descendiente de mexicanos, y Rosa María Barán descendiente de argentinos, nacida en 1906.
En 1945 se recibió de Ingeniero Agrónomo, y contrajo matrimonio con Irma Rosa Flores, con quien tuvo dos hijos: Eliseo (1950), y María (1955). Radical, militó en la Unión Cívica Radical Intransigente cuando se produjo la división partidaria en 1956 y, al año siguiente fue elegido por ese partido Convencional Constituyente Provincial por el período 1958 - 1960. También en ese lapso fue miembro permanente de la Comisión Río Bermejo.
En el año 1960 fue reelecto Diputado Provincial por el período 1960 - 1964. Postulado por su partido como candidato a gobernador de la Provincia de Formosa en el año 1962, fue elegido para ese cargo el 14 de enero de ese año, no pudiendo asumir la primera magistratura provincial, pues el sistema constitucional se vio interrumpido por el golpe militar que derrocó al Presidente Frondizi en marzo de 1962.
Se desempeñó como Ministro de Agricultura de la Provincia de Formosa entre 1968 y 1973, durante los gobiernos de los dictadores Juan Carlos Onganía, Roberto Marcelo Levingston y Alejandro Agustín Lanusse (1971-1973), cumplió la Misión Forestal Técnica Hamburgo (Alemania Federal). Al promediar esa década existían en la provincia del Chaco más de 100 desmotadoras y 13 fábricas de aceite. La producción nacional alcanzó los niveles del consumo de fibra de la industria textil -estabilizado en 110.000 toneladas anuales-  a fines de la década se produjo una caída casi vertical de la superficie cultivada, el cierre del 50 % de las desmotadoras y del 70 % de las textiles marcaron el comienzo de la etapa de emigración rural y de descenso de la actividad industrial asociada al algodón. Hacia 1970 la producción algodonera entró en una profunda crisis por la disminución de los rendimientos medios. Posteriormente fue asesor de Poder Ejecutivo de Formosa en Asuntos Agropecuarios entre 1984 - 1987.
Falleció en la Ciudad de Formosa en julio de 2007.